# Casablanca Records
Casablanca Records is een Amerikaans platenlabel in bezit van de Universal Music Group en opereert onder Republic Records. Het label werd het succesvolst als discolabel in de jaren zeventig en fungeert anno 2017 als muzieklabel voor elektronische dansmuziek onder leiding van Tommy Mottola.

## Geschiedenis
Casablanca Records ontstond in 1973. De bezieler ervan was Neil Bogart, de voormalig uitvoerend leidinggevende van Buddah Records. Bogart vernoemde het platenlabel naar de klassieke film Casablanca.